# Pilzà
Pilzà és un llogaret pertanyent al municipi de Benavarri, a la Baixa Ribagorça, actualment dins de la província d'Osca. Està situat a 905 msnm, al cim de la serra de Pilzà, dominant els replans dels conreus i la vall del riu Guard.
El castell de Pilzà fou conquerit, amb Purroi, pels comtes Ramon Berenguer I i Ermengol III d'Urgell, i restà sota domini de l'urgellenc. El terme formà, amb el de Purroi, un enclavament del Bisbat d'Urgell dins el de Lleida fins al 1956. Formà municipi independent fins al 1972. L'antic terme comprenia, a més, el poble d'Estanya, el de Castilló del Pla, l'antiga quadra d'Andolfa i els despoblats de Penavera i Cabestany.

## Monuments
- Restes de l'antiga fortalesa i torre cilíndrica de segle xi.[3]
- Església parroquial romànica del segle xiii.